# Sig P210
 (décembre 2023).
Si vous disposez d'ouvrages ou d'articles de référence ou si vous connaissez des sites web de qualité traitant du thème abordé ici, merci de compléter l'article en donnant les références utiles à sa vérifiabilité et en les liant à la section « Notes et références ».
 (décembre 2023).
La mise en forme du texte ne suit pas les recommandations de Wikipédia : il faut le « wikifier ».
Les points d'amélioration suivants sont les cas les plus fréquents. Le détail des points à revoir est peut-être précisé sur la page de discussion.
- Les titres sont pré-formatés par le logiciel. Ils ne sont ni en capitales, ni en gras.
- Le texte ne doit pas être écrit en capitales (les noms de famille non plus), ni en gras, ni en italique, ni en « petit »…
- Le gras n'est utilisé que pour surligner le titre de l'article dans l'introduction, une seule fois.
- L'italique est rarement utilisé : mots en langue étrangère, titres d'œuvres, noms de bateaux, etc.
- Les citations ne sont pas en italique mais en corps de texte normal. Elles sont entourées par des guillemets français : « et ».
- Les listes à puces sont à éviter, des paragraphes rédigés étant largement préférés. Les tableaux sont à réserver à la présentation de données structurées (résultats, etc.).
- Les appels de note de bas de page (petits chiffres en exposant, introduits par l'outil «  Source ») sont à placer entre la fin de phrase et le point final[comme ça].
- Les liens internes (vers d'autres articles de Wikipédia) sont à choisir avec parcimonie. Créez des liens vers des articles approfondissant le sujet. Les termes génériques sans rapport avec le sujet sont à éviter, ainsi que les répétitions de liens vers un même terme.
- Les liens externes sont à placer uniquement dans une section « Liens externes », à la fin de l'article. Ces liens sont à choisir avec parcimonie suivant les règles définies. Si un lien sert de source à l'article, son insertion dans le texte est à faire par les notes de bas de page.
- La présentation des références doit suivre les conventions bibliographiques. Il est recommandé d'utiliser les modèles {{Ouvrage}}, {{Chapitre}}, {{Article}}, {{Lien web}} et/ou {{Bibliographie}}. Le mode d'édition visuel peut mettre en forme automatiquement les références.
- Insérer une infobox (cadre d'informations à droite) n'est pas obligatoire pour parachever la mise en page.

Pour une aide détaillée, merci de consulter Aide:Wikification.
Si vous pensez que ces points ont été résolus, vous pouvez retirer ce bandeau et améliorer la mise en forme d'un autre article.
Le Sig P210 est un pistolet semi-automatique simple action suisse. Développé dans le courant de la Seconde Guerre mondiale, il fut adopté sous la désignation Pistole 49 par l'Armée suisse en 1949 en remplacement de ses Luger Parabellum. La douane allemande et l'armée danoise l'adoptèrent également.

## Histoire et description
Dès la fin des années 1930, la cartouche de 7,65 mm Parabellum du Luger 1906/29 paraissait faible par rapport au 9 mm Parabellum. L'adoption d'un pistolet dans ce calibre fut décidée par l'état-major suisse.

### Histoire
Sa construction fut décidée pour satisfaire aux exigences des militaires suisses qui ne trouvèrent pas leur bonheur avec le Browning Hi-Power ou encore les pistolets de l'armée française qui leur semblaient trop imprécis et trop peu fiables. Le P210 dérive toutefois des brevets du pistolet semi 
automatique modèle 1935A français rachetés par SIG en 1937. Les ingénieurs suisses proposèrent deux prototypes dénommés SP 44/8 (8 coups) et SP 44/16 (16 coups) au concours de l'armée suisse. Après les tests militaire le SP 44/16 est recalé, apparemment trop lourd. Le SP 44/8 sera donc choisi et commercialisé en 1947, il deviendra dès lors le SP 47/8 qui dès 1948 sera en dotation pour les officiers et sous-officiers de l'armée suisse sous la désignation militaire M49.
Le SP47/8 fut lancé commercialement pour les civils en 1949 sous le nom de P210-1 et devint réglementaire dans l'armée du Danemark comme SIG M/49.
Le résultat est une arme effectivement très précise et très fiable qui fut remplacée en Suisse à partir de 1975 par le Sig-Sauer P220.

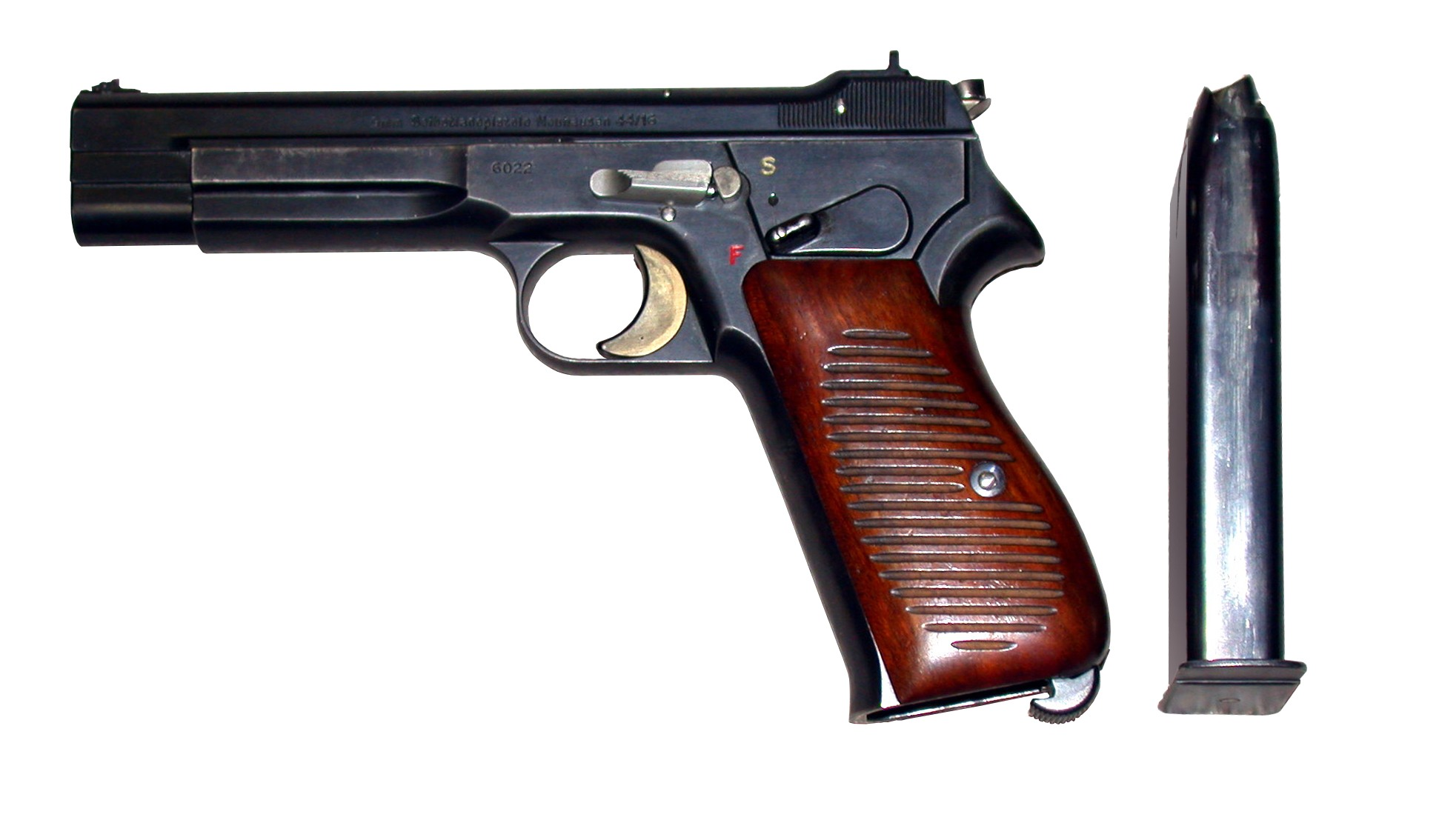
SIG 44/16

### Description
Ce pistolet suisse tire en simple action avec une culasse calée et par court recul du canon. Sa sécurité manuelle est actionnée par un levier situé sur la face gauche de la carcasse au-dessus de la détente. Son verrou de chargeur, situé sous la poignée dans les versions initiales, a été remplacé sur les dernières productions par un bouton poussoir latéral actionné au pouce sur le côté gauche de l'arme. Sur les modèles réglementaires les organes de visée sont fixes mais les versions destinées aux tireurs sportifs sont également disponibles avec une hausse réglable. L'arme peut facilement être utilisée en 7,65 mm ou en 9 mm par simple changement du canon. Il existe un canon spécifique pour le tir de cartouches à balle plomb. La version d'entraînement en .22 nécessite par contre de changer le canon, la culasse, le ressort récupérateur et le chargeur. Le P210 est une arme onéreuse qui connaît encore aujourd'hui un succès important en tir sportif avec notamment les P210-5 et le P210-6 aux canons de 150 et 120 mm.

## Variantes
Le P210 a donné naissance à plusieurs versions destinées aux armées, aux services de police, au citoyen ou au tireur sportif.

### Versions police/armée
- Le Sig M/49 : c'est un P210-1 ou 2 appelé familièrement Neuhausen (du nom du siège social de SIG) en Suisse, dans sa version militaire. Il est chambré en 9 mm Parabellum (également appelé 9x19 mm ou 9 mm Luger aux États-Unis). Ses marquages et ses numéros de série sont spécifiques. C'est l'arme de poing de l'Armée danoise depuis bientôt 60 ans et son remplacement n'est pas encore en vue.
- Le Sig P210-2 : c'est le modèle  original de l'armée suisse en 9 mm Parabellum. Il se présente avec sa poignée et sa carcasse en acier poli fin et bleui et de belles plaques de poignée en bois de noyer striées sauf sur l'arrondi de la crosse ainsi que des organes de visée fixes.

Dès le n° 109 711, (la numérotation commence au n° 100 000) la finition est sablée et noircie avec poignée en plastique enveloppante et nervures sur son pourtour, y compris le dos.
Les numéros de série commencent par la lettre A. Les exemplaires militaires suisses revendus à des concitoyens portent un P en plus après les chiffres.
- Le Sig P210-3 : c'est la version de la police suisse, avec des plaquettes en bois, une visée réglée d'usine et une finition bronzée. Il est également disponible en 7,65 Parabellum et 9 mm Parabellum.
- Le Sig P210-4 : c'est la version des gardes-frontières allemands. C'est un P210-2 sans anneau de dragonne mais pourvu d'un indicateur de chargement. Ses numéros de série sont spécifiques (le numéro est précédé de la lettre D).

### Versions commerciales et sportives
- Sig P210-1 Version commerciale chambrée en 7,65 Parabellum, 9 mm Parabellum et 22LR, plaquettes de crosse bois, organes de visée fixes et finition polie bleue.
- Sig P210-5 Version sport à canon long de 150 mm, chambrée en 9 mm Parabellum, plaquettes de crosse synthétique, détente ajustable, organes de visée micrométriques réglables et finition sablée.
- Sig P210-6 Version sport à canon de 120 mm, chambrée en 7,65 Parabellum et 9 mm Parabellum, plaquettes de crosse bois ou plastique, détente ajustable, organes de visée fixes ou micrométriques réglables, finition sablée, carcasse standard ou lourde (heavy frame).
- Sig P210-7 Version en calibre .22 Long Rifle, plaquettes de crosse bois ou plastique, organes de visée fixes ou micrométriques réglables, cette dernière version étant équipée d'un marteau spécial allégé. La culasse, le canon, le ressort récupérateur et le chargeur spécifiques à cette version sont disponibles en tant que kit de conversion adaptable à tous les modèles de P210 à percussion centrale.
- Sig P210-8 Version sport deluxe chambrée en 9 mm Parabellum, verrou de chargeur latéral, plaquettes de crosse bois, détente ajustable, organes de visée micrométriques réglables, finition sablée, carcasse lourde (heavy frame).
- Sig P210-5LS Version 2003 chambrée en 9 mm Parabellum, verrou de chargeur latéral, plaquettes de crosse bois, organes de visée micrométriques réglables, finition sablée, culasse et canon longs (LS : Long Slide), carcasse lourde (heavy frame).
- Sig P210-6S Version 2003 chambrée en 9 mm Parabellum, verrou de chargeur latéral, plaquettes de crosse bois, organes de visée micrométriques réglables, finition sablée, culasse et canon standards, carcasse lourde (heavy frame).
- Sig P210-L Version de luxe du 210-2, réalisée sur commande, chambrée en 7,65 Parabellum et 9 mm Parabellum, acier bleui gravé en spirales avec incrustations d'or sur les faces de la carcasse et croix suisse dans un écusson d'or, décorant l'épaulement se situant devant la hausse. Le chien, la détente et l'avertisseur de fin de chargeur sont gris mat. Plaquettes enveloppantes en noyer rehaussé de volutes.

### Fiche technique du Sig P210-2
- Calibre : 9 mm Parabellum
- Longueur : 210 mm
- Longueur du canon : 120 mm
- Nombre de rayures : 6
- Profondeur des rayures : 0,125 mm
- Longueur du pas des rayures : 250 mm
- Vitesse initiale : 330 m/s
- Pression des gaz : 2 600 bar
- Poids non chargé : 970 g
- Capacité : 8 coups

## Dans la fiction
- Dans Gunsmith Cats, il apparait  dans les mains de Rally Vincent ;
- dans Madlax (anime japonais) dans les mains de l'héroïne qui porte ce même nom ;
- dans les mains des ennemis de la Grande-Bretagne dans Les Professionnels (TV) ;
- dans le dessin animé Nicky Larson (City Hunter) dans l'épisode 139 ("Le Collier"), tenu par Ryô Saeba ;
- dans les mains du tueur à gage Moskowitz (Gordon Mitchell) du film "Le Coup du parapluie", avec Pierre Richard (1980), au début du film, dans le photomaton ;
- dans "Les Lyonnais", film d'Olivier Marchal. Le personnage de "Momo", alias Edmond Vidal, interprété par Gérard Lanvin ;
- dans Laisse aller... c'est une valse, c'est l'arme de "Carla" jouée par Mireille Darc ;
- c'est le pistolet de "Tony Veronèse" (Daniel Duval)  dans Le Bar du téléphone. Le Commissaire Joinville (François Périer) l'identifie plus tard comme un produit de Neuhausen car la ville de Neuhausen am Rheinfall abrite le siège social de la firme SIG ;
- le gangster Stanislas Orloff (Jacques Dutronc) porte un SIG P210 Sport comme arme personnelle dans  Le Deuxième souffle (reprise par Alain Corneau en 2007 du classique de Jean-Pierre Melville de 1966 ;
- dans la série "Braquo" (saison 2), le pistolet apparaît aux mains du Colonel Aymeric Gauthier Dantin, interprété par François Levantal ;
- dans le film "Les oies sauvages" aux mains de Shawn Fynn (Roger Moore) au début du film dans la séquence avec la mafia.

On peut enfin en apercevoir un exemplaire entre les mains d'un mercenaire dans la séquence pré-générique de Demain ne meurt jamais.
Dans la scène finale de Quantum of Solace, on voit Daniel Craig tenir un magnifique P210 avec gravures en or sur la culasse, modèle commémoratif de l'armée suisse fabriqué en 500 exemplaires.

## Pour en savoir plus
- www.swissarms.ch Site du fabricant
- www.p210.com Site d'un internaute
- A Critical Look at the SIG P210 Site d'un internaute
- Cybershooters - Site d'un internaute
- SIG P 210 Modelle Site d'un internaute
- site du fabricant allemand qui reprend la fabrication